# El puente roto
«El puente roto» es una canción ranchera del compositor mexicano Víctor Cordero Aurrecoechea. La interpretación más popular es la de Irma Serrano, por la cual ganó un Premio Candelario Azteca de Oro.

## Posicionamiento en listas

### Semanales
| País   | Lista (1966) | Mejor posición |
| ------ | ------------ | -------------- |
| México | Audiomusica  | 4              |